# Bernd Rabe (Musiker)
Bernd Rabe (* 17. Juni 1927 in Hannover; † 18. März 2001 in Stuttgart) war ein deutscher Musiker, der seit den 1950er Jahren als einer der besten Altsaxophonisten und Klarinettisten in der Jazz- und Bigbandszene galt.

## Wirken
Rabes Spiel war beeinflusst von den großen Altsaxophonisten des Cool Jazz, Art Pepper, Lee Konitz und Paul Desmond. Überregional bekannt wurde er zunächst in der New Jazz Group Hannover, die 1954 entstand, nachdem die Musiker in einer Studioproduktion für den NWDR aufgenommen wurden. Die Band wurde auf das Deutsche Jazzfestival eingeladen und 1957 von der Deutschen Jazz Föderation als „wohl modernster Klangkörper im norddeutschen Raum“ auf Tourneen entsandt.
Ab 1958 spielte Rabe im Südfunk-Tanzorchester von Erwin Lehn und entwickelte sich dort zu einem der Hauptarrangeure dieses Orchesters. Als Meister seines Fachs und Spezialist für Großorchestrierungen (z. B. Big Band mit Streichern) wirkte er bei einer Vielzahl von Produktionen mit, schrieb für viele deutsche und internationale Stars (Caterina Valente, Peter Alexander, Grit van Hoog und andere) und Orchester (u. a. Rias Big Band, NDR Bigband). Zu hören war er mit  Rolf Kühn und Wolfgang Schlüter auf der LP Gäste bei Horst Jankowski. Auch sein Ruf als Jazzkomponist und Arrangeur war ausgezeichnet. Seine Jazzgruppe, das Bernd Rabe Swingtet, zählte zu den führenden Ensembles in Deutschland. Rabe wirkte bis zu seinem Tod als aktiver Musiker, Komponist und Arrangeur im Nachfolgeorchester von Erwin Lehn, der SWR Big Band mit, wo er Führer des Saxophonsatzes war.